# William McDonald (politico)
William Calhoun McDonald (Jordanville, 25 luglio 1858 – Santa Fe, 11 aprile 1918) è stato un politico statunitense, membro del Partito Democratico ed ex-governatore del Nuovo Messico.
| Controllo di autorità | VIAF (EN) 3933157416857516710001 · GND (DE) 1199512842 |